# Cotylidia muscigena
Cotylidia muscigena är en svampart som beskrevs av L. Remy 1965. Enligt Catalogue of Life ingår Cotylidia muscigena i släktet Cotylidia, klassen Agaricomycetes, fylumet basidiesvampar och riket svampar, men enligt Dyntaxa är tillhörigheten istället släktet Cotylidia, familjen Rickenellaceae, ordningen Hymenochaetales, klassen Agaricomycetes, fylumet basidiesvampar och riket svampar. Arten är reproducerande i Sverige. Inga underarter finns listade i Catalogue of Life.